# Scopoides nesiotes
Scopoides nesiotes är en spindelart som först beskrevs av Chamberlin 1924.  Scopoides nesiotes ingår i släktet Scopoides och familjen plattbuksspindlar. Inga underarter finns listade i Catalogue of Life.